# Viatris
Viatris — фармацевтическая компания со штаб-квартирой в Кэнонсбурге (штат Пенсильвания, США). В списке крупнейших публичных компаний мира Forbes Global 2000 за 2021 год Viatris заняла 874-е место (856-е по обороту, 599-е по активам и 1128-е по рыночной капитализации. Компания образовалась в ноябре 2020 года слиянием Upjohn и Mylan, продукция в основном включает препараты Pfizer, на которые истёк срок действия патента, в частности Липитор и Виагра; основные рынки — США и КНР.

## История
Mylan была основана в 1961 году в Западной Виргинии и первоначально занималась оптовой торговлей лекарствами, позже начала производить препараты, утратившие патентную защиту (дженерики). В 1978 году компания разместила свои акции на бирже Nasdaq, а в 1986 году перенесла листинг на Нью-Йоркскую фондовую биржу. В 1984 году Mylan компания вывела на рынок свою первую собственную разработку, средство от гипертонии Maxzide. В 1989 году компания инициировала масштабное расследование деятельности Food and Drug Administration, выявившее массовые случаи подкупа сотрудников администрации со стороны конкурентов Mylan. В 1990-х годах компания начала быстро расти за счёт поглощений, а также открытия 2 новых фабрик в Пуэрто-Рико. В 1998 году компания сама стала объектом расследования в отношении попыток монополизировать производство некоторых фармацевтических веществ и завысить цену на них в 30 раз; в 2000 году ей пришлось уплатить штраф в 100 млн долларов, самый крупный на то время по подобному обвинению. В 2007 году за 6,6 млрд долларов было куплено подразделение дженериков немецкой компании Merck KGaA, а в 2015 году — такое же подразделение Abbott Laboratories за 5,3 млрд долларов. В 2016 году за 9,9 млрд долларов была куплена шведская компания Meda AB.
The Upjohn Company была основана в 1886 году в штате Мичиган, её инновацией были легколомающиеся таблетки (как утверждала реклама компании, выпускавшиеся до этого таблетки можно было забить в доску, не повредив их). Ценность изобретения и активные рекламные кампании способствовали быстрому росту оборота Upjohn. В 1950-х годах компания начала международную экспансию, к 1985 году 30 % продаж приходились на зарубежные рынки. В 1995 году компания объединилась со шведской Pharmacia, образовав Pharmacia & Upjohn. В 2003 году эта компания была поглощена Pfizer. С 2015 года Upjohn стала обособленной дочерней компанией Pfizer.
В 2019 году было достигнуто соглашение о слиянии Upjohn с Mylan в новую компанию, названную Viatris. Датой её создания стало 16 ноября 2020 года, акции Viatris были размещены на бирже Nasdaq.

## Деятельность
Компании принадлежит около 40 фабрик в США, Сингапуре, Индии, Японии, Китае, Ирландии; региональные центры находятся в Питтсбурге, Шанхае и Хайдарабаде.
Подразделения по состоянию на 2021 год:
- США — выручка 10,43 млрд долларов;
- Китай (включая Гонконг и Тайвань) — выручка 2,21 млрд долларов;
- Япония, Австралия и Новая Зеландия — выручка 2,03 млрд долларов;
- Развивающиеся страны — выручка в 125 странах в сумме 3,14 млрд долларов.

Основные препараты по объёму продаж в 2021 году:
- Lipitor (аторвастатин) — используется для снижения уровня холестерина в крови, $1,66 млрд;
- Norvasc (амлодипин) — гипотензивное средство, $0,82 млрд;
- Lyrica (прегабалин) — противоэпилептическое средство, $0,73 млрд;
- Viagra (силденафил) — средство для увеличения потенции, $0,53 млрд;
- EpiPen — устройство для введения адреналина, $0,39 млрд;
- Celebrex (целекоксиб) — нестероидный противовоспалительный препарат, $0,34 млрд;
- Effexor (венлафаксин) — антидепрессант, $0,32 млрд;
- Creon — ферменты поджелудочной железы, $0,31 млрд
- Influvac — вакцина от гриппа, $0,30 млрд;
- Zoloft (сертралин) — антидепрессант, $0,28 млрд;
- Amitiza (лубипростон) — слабительное, $0,20 млрд;
- Xanax (алпразолам) — анксиолитик, $0,19 млрд.